# Wasmes (Péruwelz)
Pour les articles homonymes, voir Wasmes.
Wasmes est un hameau de la ville belge de Péruwelz situé en Région wallonne dans la province de Hainaut.
C'était une commune à part entière avant la fusion des communes de 1805. Elle fusionna avec Audemez pour former la commune de Wasmes-Audemez. Cette nouvelle commune devint Wasmes-Audemez-Briffœil en 1829.
C'est un ancien hameau du Tournaisis.

## Histoire
Vers 1750, Jean-Jérôme-Joseph Grenet de Marquette, seigneur de Marquette-en-Ostrevant, est le fils de Jérôme-Joseph Grenet de Marquette, chevalier, conseiller de la ville de Lille, subdélégué de l'Intendant à Cambrai, anobli en 1743, substitut du procureur du roi, et de Mademoiselle de Hoves. Jean-Jérôme -Joseph devient conseiller-pensionnaire (conseiller juridique) de Lille. Il achète les terres de Wasmes et de Blérancourt et meurt le 25 février 1787. Il épouse en 1744 Antoinette-Joseph-Thérèse Aulent, fille de Pierre-Alexandre, seigneur de la Longuerie, et conseiller de la gouvernances, et de demoiselle Chauwin.